# Sacalia
Sacalia – rodzaj żółwi z rodziny batagurowatych (Geoemydidae).

## Zasięg występowania
Rodzaj obejmuje gatunki występujące w Azji (Chińska Republika Ludowa, Laos i Wietnam).

## Systematyka

### Etymologia
Sacalia: etymologia niejasna, J.E. Gray nie wyjaśnił znaczenia nazwy rodzajowej.

### Podział systematyczny
Do rodzaju należą następujące gatunki:
- Sacalia bealei (J.E. Gray, 1831)
- Sacalia quadriocellata (Siebenrock, 1903)